# Eduard von Westhoven

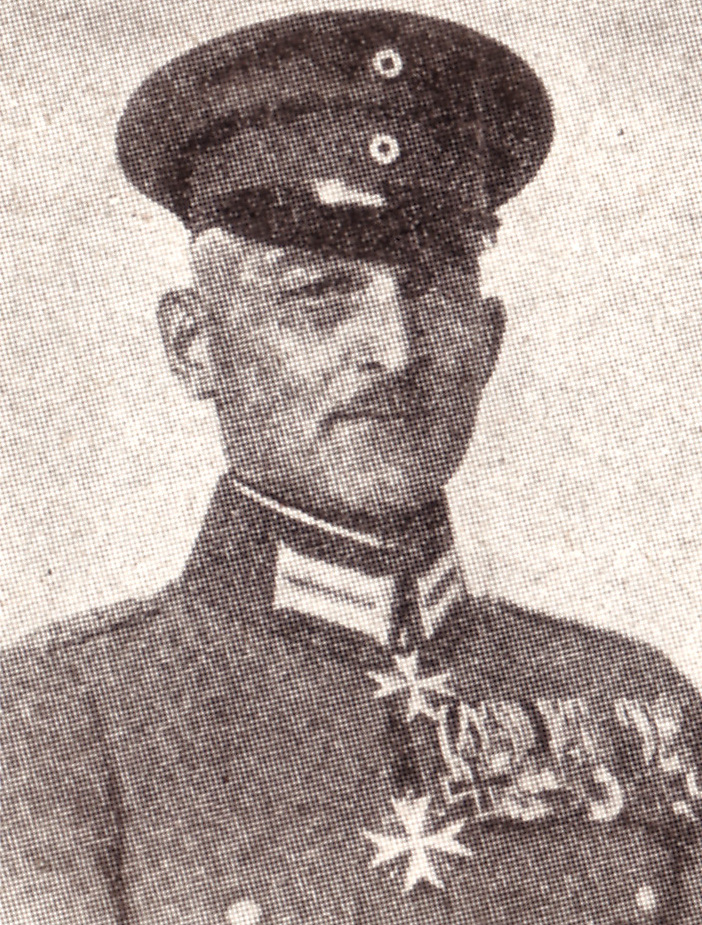

Eduard von Westhoven (* 9. April 1873 in Spandau; † 11. Dezember 1937 in Berlin-Wilmersdorf) war ein deutscher Generalmajor der Reichswehr.

## Leben
Westhoven trat nach der Erziehung im Kadettenkorps am 20. Februar 1892 als Fähnrich in das 2. Thüringische Infanterie-Regiment Nr. 32 in Meiningen ein. Hier wurde er am 27. Januar 1893 zum Sekondeleutnant befördert und als Adjutant des I. Bataillons verwendet. Dann war er in gleicher Funktion bis 1. Oktober 1901 bei der Bezirkskommandantur Meiningen tätig, wurde zwischenzeitlich am 18. August 1900 zum Oberleutnant befördert und als solcher bis Juli 1904 zur Kriegsakademie kommandiert. Nach kurzzeitigem Dienst bei der Bezirkskommandantur war Westhoven für zwei Jahre ab 22. März 1905 zum Großen Generalstab kommandiert. Im Anschluss daran versetzte man ihn unter gleichzeitiger Beförderung zum Hauptmann als Oberquartiermeisteradjutant in den Generalstab der Armee. Nach einem weiteren Jahr rangierte man ihn in den Großen Generalstab ein und teilte ihn am 24. März 1909 als Zweiten Generalstabsoffizier dem II. Armee-Korps in Stettin zu. Diesen Posten hatte Westhoven bis zum 9. September 1910 inne und übernahm dann als Chef die 8. Kompanie im Infanterie-Regiment „Freiherr Hiller von Gaertringen“ (4. Posensches) Nr. 59 in Deutsch-Eylau. Dieses Kommando gab Westhoven am 21. März 1913 ab und wechselte als Erster Generalstabsoffizier zur 5. Division nach Frankfurt (Oder). Hier erfolgte am 1. Oktober 1913 seine Beförderung zum Major.

### Erster Weltkrieg
Nach Ausbruch des Ersten Weltkriegs machte seine Division mobil und rückte über das neutrale Belgien in Frankreich ein. Während der Schlacht bei Mons am 23. und 24. August 1914 konnte das Britische Expeditionskorps geschlagen werden. Nach der anschließenden Schlacht von Le Cateau verfolgte die Division den zurückweichenden Gegner bis über die Marne hinaus und bildete in der darauffolgenden Schlacht den Schutz der zwischen der 1. und 2. Armee klaffenden Lücke. Auf dem dann folgenden Rückzug deckte die Division den Übergang des II. und III. Armee-Korps von dem linken auf das rechte Aisne-Ufer, bevor sie in den Stellungskrieg überging.
Im November 1914 folgte Westhovens Versetzung in den Generalstab des vor Verdun liegenden VI. Reserve-Korps, wo er als Erster Generalstabsoffizier Verwendung fand. Nach elf Monaten kam Westhoven in gleicher Funktion in den Generalstab der 7. Armee unter Generaloberst Josias von Heeringen nach Laon. Am 12. Juli 1916 folgte seine Ernennung zum Chef des Generalstabes des X. Reserve-Korps. Die gleiche Funktion hatte Westhoven vom 4. Februar bis 26. August beim V. Reserve-Korps sowie im Anschluss bis 15. November 1917 beim VII. Reserve-Korps inne.
Dann trat Westhoven in den Truppendienst über und wurde als Nachfolger des erkrankten Majors Karl von Rettberg zum Kommandeur des Leibgarde-Infanterie-Regiments (1. Großherzoglich Hessisches) Nr. 115 ernannt, das zu diesem Zeitpunkt in Abwehrkämpfen in Flandern stand. Während der Frühjahresoffensive 1918 war sein Regiment bei der 2. Armee am Durchbruch zwischen Gouzeaucourt und Vermand beteiligt, kämpfte dann bei Hargicourt und Villeret und nahm im Anschluss daran die Verfolgung des Feindes durch das Sommegebiet auf. Nach Kämpfen bei Bouchavesnes folgte die Erstürmung des Marrieres-Waldes und der Höhen von Maurepas. Vom 27. bis 29. März 1918 war es bei Cerisy und Morcourt im Einsatz und ging anschließend in der erreichten Linie südöstlich Thennes bei Amiens in den Stellungskrieg über. Für die hervorragenden Leistungen bei der Führung des Regiments und seine vorbildliche Tapferkeit wurde Westhoven am 1. April 1918 durch Wilhelm II. mit dem Pour le Mérite beliehen.
Am 8. Mai 1918 gab Westhoven das Kommando über sein Regiment ab und wurde Chef des Generalstabs des V. Armee-Korps, das einen Abschnitt zwischen Maas und Mosel befehligte. Von dort kam er dann am 17. September 1918 als Oberquartiermeister zur 6. Armee und verblieb über das Kriegsende hinaus auf diesem Posten.

### Reichswehr
Nach Rückführung in die Heimat ernannte man Westhoven am 30. Dezember 1918 wieder zum Chef des Generalstabs des V. Armee-Korps. In dieser Funktion organisierte er den Grenzschutz an der brandenburg- und niederschlesisch-posenschen Grenze gegen Polen. Dann folgte seine Übernahme in die Reichswehr, wo Westhoven vom 16. Mai 1920 bis 30. April 1921 die Stellung als Erster Generalstabsoffizier im Stab der 1. Kavallerie-Division innehatte. Anschließend kam er nach Schweidnitz zum Stab des 7. (Preußisches) Infanterie-Regiments und wurde kurze Zeit darauf am 16. Juni 1921 zum Chef des Stabes der Kommandantur Breslau ernannt sowie am 1. Juli 1921 zum Oberst befördert. Zuletzt war Westhoven vom 1. Mai 1923 bis zum 31. März 1926 Kommandant der Festung Breslau. Er schied dann unter Verleihung des Charakters als Generalmajor aus dem aktiven Dienst.

## Auszeichnungen
- Roter Adlerorden IV. Klasse[3]
- Eisernes Kreuz (1914) II. und I. Klasse[3]
- Ritterkreuz des Königlichen Hausordens von Hohenzollern mit Schwertern[3]
- Preußisches Dienstauszeichnungskreuz[3]
- Ehren- und Rechtsritter des Johanniterordens[3]
- Bayerischer Militärverdienstorden III. Klasse mit Schwertern[3]
- Ritterkreuz I. Klasse des Albrechts-Ordens mit Schwertern[3]
- Hessische Tapferkeitsmedaille[3]
- Hanseatenkreuz Hamburg[3]
- Braunschweiger Kriegsverdienstkreuz II. Klasse[3]
- Friedrich-Kreuz[3]
- Ritterkreuz II. Klasse des Herzoglich Sachsen-Ernestinischen Hausordens[3]
- Kreuz für Verdienste im Kriege[3]
- Österreichisches Militärverdienstkreuz III. Klasse mit Kriegsdekoration[3]